# Zenaida meloda
La zenaida peruana (Zenaida meloda), también conocida como cuculí (del mochica: kukulí), paloma cuculina, tórtola melódica, tórtola peruana, torcaza ala blanca, paloma ala blanca o paloma de alas blancas (en Chile), es una especie de ave columbiforme de la familia Columbidae que habita en las regiones de Sudamérica desde el sur de Ecuador hasta el centro de Chile, y el oeste de Argentina (en la provincia de La Rioja); siendo especialmente común en la Costa del Perú, país en donde se la puede ver con facilidad en las ciudades costeras, en las cuales es más común que otras especies de palomas. No se conocen subespecies.
Su nombre proviene del canto melódico cucu-lí.lí.cu-lí.lí.cu-lí que la caracteriza.

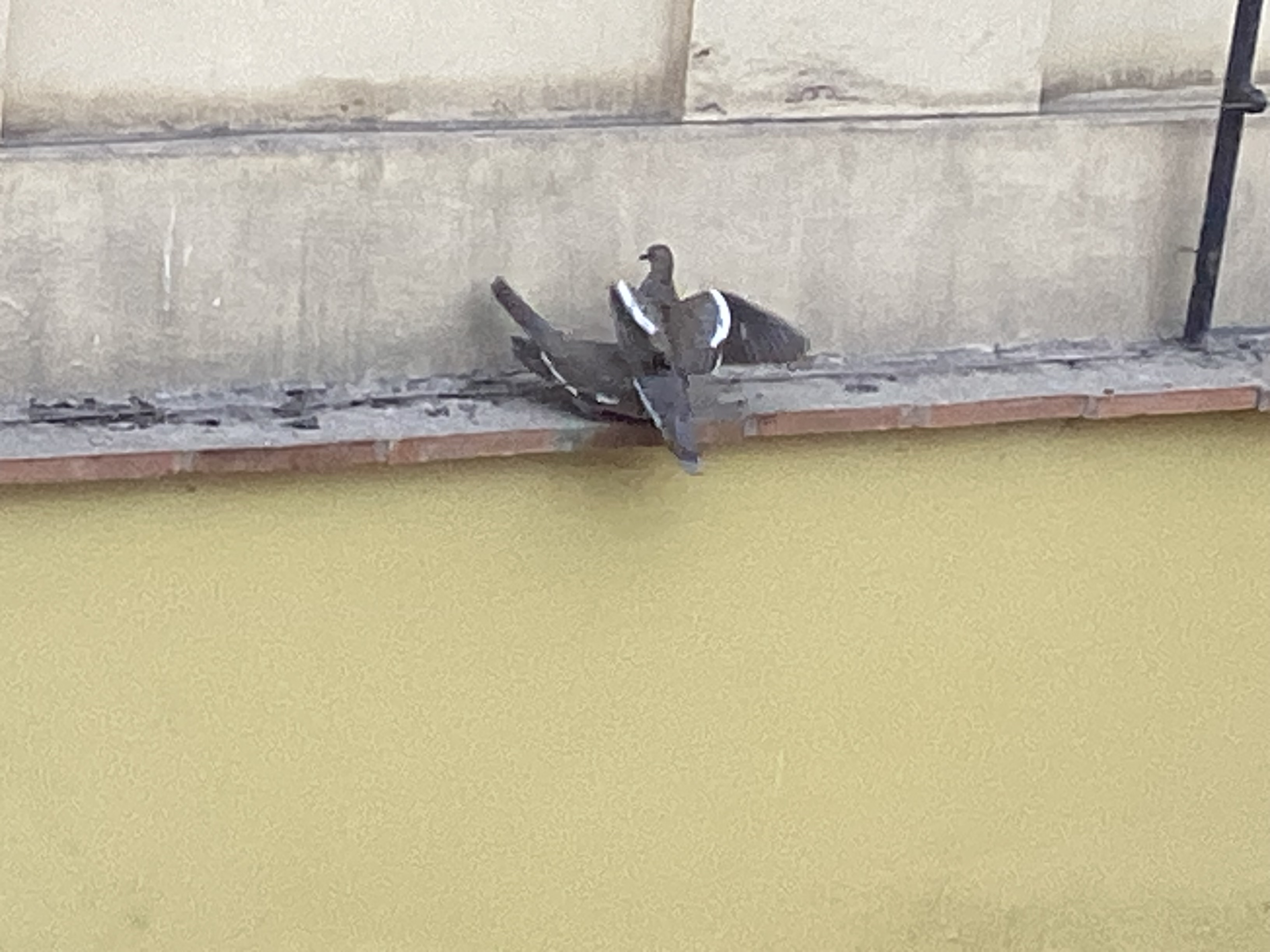
Dos machos peleando por territorio

## Descripción
Es ligeramente más pequeña que la paloma común (28 cm). Su cuerpo es de color gris, que contrasta con sus patas rojizas y con su pico oscuro intenso, cuya pigmentación se extiende hasta rodear sus ojos (también se ha observado en tonos azulados añiles) y tiene una mancha negra debajo de los oídos. Cuando está posada, en el ala muestra una línea blanca y al empezar su vuelo hace sonar sus alas con un siseo característico.
En Chile, esta clase de paloma se comenzó a observar en los valles del Norte grande de Chile a fines de la década de 1980, para la década de 1990 ya se observaba en Coquimbo e interiores de la IV región, para definitivamente observarse en la periferia de Santiago metropolitano a principios del año 2005 (Cajón del Maipo).
Esta especie se caracteriza por emitir un fino canto nasal que ejecuta sin necesidad de abrir el pico. El sonido de su canto ha originado su nombre común. Las palomas cuculíes son territoriales y los machos suelen ser agresivos en la época de celo. Nidifica a principios de julio en naranjos, olivos y acepta pajareras hechas por el hombre, coloca entre uno a dos huevos de color crema de entre 24 a 34 mm de circunferencia.

## Distribución
La paloma cuculí se encuentra desde el sur de Ecuador hasta el oeste de Argentina, pasando por el Perú y Chile central.